# Хосе Катала
Хосе Катала (ісп. José Catalá, нар. 1 січня 1985, Ла-Віла-Джойоза) — іспанський футболіст, що грав на позиції захисника, зокрема у Ла-Лізі за «Вільярреал».

## Ігрова кар'єра
Народився 1 січня 1985 року в місті Ла-Віла-Джойоза. Вихованець футбольної школи клубу «Валенсія».
У дорослому футболі дебютував 2004 року виступами на правах оренди за команду «Вільяхойоса» з рідного міста, в якій провів два сезони. Згодом протягом сезону 2006/07 грав за «Валенсія Месталья», однак до головної команди «Валенсії» не пробився і залишив клуб 2007 року.
Протягом 2007–2009 років грав за у третьому, а згодом другому іспанських дивізіонах за «Аліканте».
Влітку 2009 року перейшов до «Вільярреала». Наступний сезон провів у складі команди «Вільярреал Б» у Сегунді, а вже в сезоні 2010/11 дебютував у складі головної команди клубу в Ла-Лізі. Утім був гравцем ротації і за два сезони провів у найвищому дивізіоні лише 29 ігор.
Сезон 2012/13 відіграв знову у другому іспанському дивізіоні, цього разу за команду  «Реал Мурсія», після чого перейшов до кіпрського «Аполлона» (Лімасол). На Кіпрі заграти не вдалося і, провівши за цю команду лише 5 матчів, у січні 2014 іспанець її залишив. Деякий час перебував без клубу, після чого у серпні того ж 2014 року знайшов варіант продовження кар'єри в грецькій «Верії». Проте і в цій команді не заграв і, провівши за сезону лише чотири матчі, повернувся на батьківщину після того як його контракт було припинено за згодою сторін у травні 2015.
В Іспанії приєднався до «Расінга» (Ферроль), команди Сегунди Б, третього дивізіону. Згодом грав на тому ж рівні за  «Хумілью» та «Ехеа», а також за декілька команд четвертого дивізіону.